# Kubizam u hrvatskoj umjetnosti
U hrvatskom slikarstvu dvadesetih godina nailazimo na cijeli niz istodobnih umjetničkih pojava. Kako bi razjasnio stilske pojave koje su obilježile likovnu scenu početkom dvadesetih godina, Vladimir Maleković skovao je sintagmu kubokonstruktivizam. Spomenuta sintagma samo je jedna od mogućih interpretacija kojom se nastoji sažeti i strukturirati ideja kubizma u hrvatskoj umjetnosti.
Kubistička se teorija najčešće preuzimala neizravno - kubizam nije bio škola, nije postojao manifest te su nedostajale organizirane grupe. Važnu ulogu u prenošenju (post)kubističkih ideja na hrvatsku likovnu scenu odigrali su mladi umjetnici školovani u ateljeu Andréa Lhota. Također, zbog isprepletenosti brojnih pravaca teško je odrediti jasan presjek i periodizaciju kubizma u hrvatskoj umjetnosti. S druge strane, upravo se zahvaljujući pluralizmu stilova na likovnoj sceni razvio specifičan, gotovo hibridni
slikarski izraz kojeg karakterizira kubističko – ekspresionistička sinteza. 

## André Lhote
André Lhote bio
je francuski slikar, kipar, teoretičar i predavač. Smatra se najznačajnijim profesorom epohe te iskusnim pedagogom koji je, paradoksalno, bio zapravo samouki slikar. Kroz njegov atelje, a kasnije i akademiju, prošla je plejada mladih umjetnika iz čitavog svijeta. Predstavnik je druge generacije kubista, odnosno tzv. salonskih
kubista.
Zalagao se za totalitarizam i kontinuitet u umjetnosti. U kubističku konstrukciju uvodi klasičnu kompoziciju i dubinu, odnosno treću dimenziju. Tijekom predavačkog rada svojim je učenicima nastajao usaditi smisao za konstruktivno građenje forme. Smatrao je da je za razvoj slikarstva neophodan kontinuitet jer jedino on omogućava nastavak tradicije u novom ruhu. Sukladno tome sam Lhote izučavao je djela starih majstora, posebice ona ranorenesansnih umjetnika. Advokat kubizma, kako su ga prozvali, svoju je akademiju smjestio u Rue d’Odessa na pariškom Montparnassu. Kroz nju je prošlo i desetak hrvatskih slikara među kojima valja istaknuti Savu Šumanovića, Sonju Kovačić – Tajčević, Otona Postružnika, Sergija Glumca te Veru Nikolić.

## Lotizam i lotisti
Kako bi istaknuo značaj André Lhota za hrvatsko slikarstvo, Vladimir Maleković sastavlja ideju lotizma kao novog pravca koji je obilježio prvu polovicu 1920-ih na hrvatskoj likovnoj sceni. S druge strane, Grgo Gamulin lotizam karakterizira „kao zakašnjelu akademizaciju jednog spontanog pokreta s početka stoljeća“. Unatoč tome, jasno naznačuje kako je imao važno teoretsko i morfološko značenje za formiranje naše likovne scene. Neki od već navedenih slikara zagrebačke likovne scene koji su bili u izravnom kontaktu s učenjem André Lhota u literaturi
su okarakterizirani kao lotisti.

### Sava Šumanović
Sava Šumanović prvi je u nizu umjetnika iz zagrebačkog likovnog kruga koji boravi u školi Andréa
Lhotea. Kao student u Zagrebu 1918. godine priređuje svoju prvu izložbu, a već dvije godine kasnije svojom drugom izložbom doživljava nevjerojatan uspjeh zbog kojeg su ga neki tadašnji kritičari stavljali „u red prvih slikara svijeta“. Iako se takve ocjene smatraju preuveličanim, Momčilo Stevanović donosi kako su već u ranim fazama Šumanovićeva stvaralaštva uočljive dvije osobine - ambicija i odvažnost, koje u mu omogućile „da uvjereno i bez kolebanja krene u modernistička eksperimentiranja prema kojima su naši slikari inače bili suzdržan“.
Nakon spomenute izložbe 1920. odlazi u Pariz. Ondje će naići na stimulativnu umjetničku
atmosferu, susresti se s tadašnjim postubističkim stremljenjima te upoznati s Picassovim djelima. Poslije godinu dana provedenih u Lhotovom ateljeu Šumanović se vraća u Zagreb, gdje u studenome te iste 1921. godine održava izložbu u Umjetničkom paviljonu na kojoj predstavlja i svoje pariške radove. Izložba je izazvala suprotna stajališta, ali njezin značaj krije se u tome što je Šumanovićevim
posredstvom ostvaren prijenos postkubističkog oblikovnog koncepta u zagrebačku likovnu sredinu. Upravo je on u postekspresionističku klimu Proljetnog salona prvi prenio Lhoteove postkubističke metode. Ipak, dio tadašnje zagrebačke javnosti nije s odobrenjem gledao na Šumanovićev novi slikarski pristup te su mu neki zamjerali navodni kubizam, pritom žaleći za slikarstvom koje je predstavio tek godinu ranije. S druge strane, kritika je bila oduševljena izrazom novog Šumanovića. Šumanovićeve postukbističke slike karakterizira geometrizacija, plošnost te formiranje likova pomoću ploha kristaličnih odraza, što preuzima od učitelja Lhotea.
Unatoč materijalnom neuspjehu izložbe Šumanović ne odustaje od neokubizma i svoju bitku nastavlja
po zagrebačkim kavanama. U Zagrebu više nije izlagao, ali je svoja platna slao na izložbe pariških salona. S vremenom je Lhoteov najbolji đak, kojega je on sam prozvao Michelangelom ateljea potpisao predaju i odustao od kubizma. Zauvijek napušta Zagreb i ponovno posjećuje Pariz u kojem se okreće klasičnim strujanjima te ondje stvara jedno od remek-djela jugoslavenske umjetnosti - Pijanu lađu. Konačan povratak označio je novu etapu u Šumanovićevu stvaralaštvu i prisutnost na beogradskoj likovnoj sceni. Unatoč tome što danas mnogi kritičari podupiru Bašičevićevu tezu o tome kako je „Lhote usporio njegov razvoj za dobrih nekoliko godina“, neupitan je Šumanovićev utjecaj u prenošenju novih postulata i ideja na tadašnju zagrebačku likovnu scenu. Zbog njih je i prozvan propovjednikom kubizma. Šumanovićev utjecaj možemo prepoznati u djelima Milivoja Uzelca, Vilka Gecana, Vladimira Varlaja i Marijana Trepšea. 

### Sonja Kovačić-Tajčević
Sonja Kovačić-Tajčević u dva navrata boravi u Parizu (1926./27., 1928. – 1934.) gdje se usavršava na Lhoteovoj akademiji. Smatrali su je najdosljednijim hrvatskim lotistom, a još je onda beogradski kritičar Teodor Manojlović uočio kako „je primila Lhotov geometrizam, njegovo znalačko konstruiranje u trokutima, u njegov kut prelomljenih ukrštenih linija, ali ona sprovodi te stvari na jedan manje šturi i radikalan način, s izvjesnom posredujućom, ublažavajućom diskretnošću koja je, svakako, ulovljena i njenom ženskom osjećajnošću“. Upravo zbog navedenih kvaliteta Lhote ju je nazivao miljenicom ateljea, a u isto vrijeme bila je slavljena od pariške
kritike i publike. Osim sudjelovanjima na izložbama Lhoteove škole, upriličila je i dvije vrlo zapažene samostalne izložbe u Beogradu i Zagrebu.
Osnova njezinog postkubističkog rječnika je što na svojim slikama predmete i svjetlost preobražava u sistem kristala. O tome ponajbolje svjedoči djelo Kupač iz 1927. godine, izvedeno u smeđim tonovima. Vladimir Maleković je opisujući njeno slikarstvo naveo kako „ona uvodi uravnotežene kompozicije od odvojenih segmenata na principu kontrasta, a predmet, uglavnom ljudsku figuru, podvrgava geometrijskoj transkripciji“. Osim aktova u slikaričinom stvaralaštvu nailazimo na prikaze portreta i mrtvih priroda. Sukladno kritičarima, mrtve prirode predstavljaju vrhunac rafinirane čistoće stila. Nakon neokubističkog zamaha, povratka iz Pariza i upriličenja druge zagrebačke izložbe nastaje tajac u stvaralaštvu Sonje Kovačić-Tajčević. Stil u kojem je stvarala za tadašnju je zagrebačku scenu predstavljao prošlost. Ipak, Grgo Gamulin navodi kako je najveća vrijednost ove slikarice takozvanog poetiziranog kubizma koja je postkubističku maniru prožela ženskom osjećajnošću upravo „poetizacija fluidne egzistencije ljudskog lika u transparentnom prostoru“.

### Sergije Glumac
Sergije Glumac široj je javnosti poznat prvenstveno kao grafičar i scenograf. U Parizu boravi 1925./26. gdje posjećuje atelje André Lhota te sudjeluje na predavanjima iz povijesti umjetnosti na Sorboni. U njegovim grafičkim mapama – mape linoreza Metro (1928.) i mape litografija Beton (1930.), uz geometrizaciju nailazimo i na naglašene elemente ekspresionizma.
Gamulin ističe kako je lhoteovska ideja u Glumčevu stvaralaštvu ponajbolje realizirana u djelu Akt iz 1925.godine.

### Oton Postružnik
Mnoštvo mladih talentiranih umjetnika uz pomoć Vladinih stipendija odlazi na školovanje u Pariz. Jedan od njih bilo je i Oton Postružnik. Po dolasku u Pariz upisuje Lhoteovu akademiju, no ondje će se zadržati tek kratko vrijeme. Ipak, iz spomenutog razdoblja ostalo nam je sačuvano jedno njegovo djelo – Pejzaž s kućama i jezerom (1924./25.). 
Ivanka Reberski navodi kako se postkubistička stilizacija očituje u geometrijski pravilno slikanim kućama i odrazima na vodi te „plošno slikanim listovima koji kao da izrastaju negdje ispod razine slike i oštro strše iznad vode ispunjavajući ishodišnu liniju pri dnu slike“. Sam Postružnik odbija ideju o Lhoteovom izravnom utjecaju na njegov slikarski izričaj te u danjem stvaralaštvu razvija otpor prema postkubističkoj maniri.

### Vera Nikolić
Uz Sonju Kovačić-Tajčević na Lhoteovoj akademiji školovala se još jedna hrvatska umjetnica – Vera
Nikolić. Njezin pariški boravak bio je kratkog vijeka (1926./1927.), te nije uvelike utjecao na njeno stilsko formiranje. Ipak, kako ističe Gamulin, lhoteovsku analizu prostora i boja je, doduše dvadesetak godina kasnije, prebacila na temu krajolika.
Slikarski opus Vere Nikolić, u danjim je razdobljima stvaralaštva, obilježilo prikazivanje
motiva iz života i rada hrvatskih seljaka. Na izložbi Kubizam i hrvatsko slikarstvo održanoj
1981. godine u Umjetničkom paviljonu u Zagrebu, njezin je rad bio zastupljen djelom Akt iz 1927. godine.

## Sinteza kubizma i ekspresionizma
Vilko Gecan i Milivoj Uzelac dvojca su autora u čijima se djelima očituje jasna sinteza kubizma i ekspresionizma. Pripadnici tzv. Praške četvorke uveli su ekspresionizam na hrvatsku likovnu scenu te su svoj stvaralački put nastavili prigrlivši geometrijsku shematizaciju i težnju k apstrakciji. Gecan i Uzelac ne proistječu direktno iz Lhoteove škole, već neokubistički izraz usvajaju posredno. Najdojmljiviju posredničku ulogu, kako je u tekstu spomenuto, odigrao je Sava Šumanović. Brojni kritičari danas u djelima spomenutih autora nalaze reminiscencije na Šumanovićevo slikarstvo. Zvonko
Maković o navedenoj je temi zaključio sljedeće: „bez Šumanovića nije moguće razumjeti ni neke Gecanove slike a ni Uzelčeve, koliko got se to srodstvo kasnije nastojalo potisnuti“. Uz navedenu dvojicu umjetnika, riječki slikar Romolo Venucci također stvara djela pod utjecajem kubizma i ekspresionizma.

### Vilko Gecan
Pišući o stvaralaštvu Vilka Gecana nakon paradigmatskog djela hrvatskog ekspresionizma Cinika, Zvonko Maković navodi kako je uslijedilo razdoblje sinteze. U njemu „dolazi do hlađenja ekspresionističke retorike i otkrivanja drugačije stilizacije u kojoj će se težište postaviti na sam govor slike.“ Inovacije u Gecanovu stvaralaštvu najbolje ćemo objasniti ako usporedimo dva djela nastala 1922. u razmaku od samo nekoliko mjeseci. Riječ je o slikama Nove vijesti i U krčmi. Obje slike donose varijaciju iste kompozicijske teme. Glavna razlika očituje se u konstruktivnom poimanju. U drugoj slici nailazimo na naglašenu geometrizaciju figura i prostora. Slika odaje čvršći dojam jer su predmeti, kako navodi Maković, „rađeni prema najstrožoj kubističkoj recepturi tako da ih u konačnici, možemo shvatiti i kao svojevrsne stilske citate.“ Zanimljivo je napomenuti kako Bašićević ističe da je Gecanu u radu na slici
pomogao upravo Sava Šumanović.
Već se u Novim vijestima slikar gotovo oslobodio individualizacije crta lica prikazanih figura, no tek se slikom U krčmi u potpunosti distancira od opisa pojedinačnih osobina protagonista. Unatoč tome slika nije lišena ekspresivnosti. Riječ je o jedinstvenom pomaku u jedan hibridan izraz kakav više nećemo nalaziti u njegovu opusu. Naglašenu stilizaciju i oplošnjavanje figura i prostora Vilko Gecan proveo je i na nekoliko prijedloga za oblikovanje naslovih stranica časopisa The Dance. Spomenute naslovnice nikada nisu realizirane, već su sačuvane izvedene skice, odnosno gotovi predlošci za tisak.

### Milivoj Uzelac
Početkom 1921. godine Milivoj Uzelac posjećuje Pariz, boravi u središtu svih zbivanja na
Montparanassu i pritom nailazi na potpuno novi svijet – svijet neokubizma. Zasigurno mu je njegovo pariško iskustvo pomoglo u tome da, po povratku kasne jeseni, razumije nove ideje koje je Sava Šumanović predstavio na već spomenutoj izložbi. Akcija redukcije, ista ona o kojoj je pisao Bašićević, predstavlja prema Zvonku Makoviću glavnu poveznicu Uzelčevih djela nastalih neposredno nakon pariškog boravka.
Jasno je naznačena u dvjema alegorijskim slikama izduženog formata Alegoriji jeke i Alegoriji glazbe iz 1922. postavljanjem dviju ženskih figura u kristalični pejzaž. Za sličnim rješenjem drugog prostornog plana slikar je posegnuo i u Sfingi velegrada. Nema jedinstvene prostorne organizacije ni jedinstvenog očišta. Ujedno, slika se doima fragmentiranom jer se svaki element promatra kao samostalna cjelina. Ženska figura koja dominira slikom napravljena je ustaljenom obradom volumena što pokazuje određenu podvojenost, koju uočava i Antun Branko Šimić kada govori kako „Uzelac u svojem slikarstvu nije otišao tako daleko prema apstrakciji kao Šimunović“.
Godine 1923. nastaje jedno od ključnih dijela cjelokupnog Uzelčeva opusa – Autoportret u baru. Djelo izrađuje na načelu kolaža te slobodno niže fragmente stvarajući izlomljenu kompoziciju. U prvom planu je slikarev autoportret, dok pozadina aludira na prikaz kazališne predstave. Nema jedinstvenog očišta, dimenzionalni odnosi su proizvoljni, a sama scena je pojednostavljena i nalikuje kazališnoj kulisi. Te iste 1923. godine Milivoj Uzelac zauvijek će napustiti zagrebačku sredinu i odabrati Francusku kao trajno boravište.

### Romolo Venucci
Romolo Venucci djeluje u Rijeci gdje svoj postkubizam razvija izvan matičnih tokova zagrebačkog likovnog kruga. Dosljedno provođenje geometrizacije portretiranih lica jasno uočavamo u djelu Majka i dijete iz 1930. godine. U odnosu na ostale spomenute autore, Venucci će i u kasnijim fazama svoga stvaralaštva ostati vjeran postkubističkoj stilizaciji.

## Galerija djela
- Milivoj Uzelac, Autoportret u baru, 1923.
- Oton Postružnik, Pejzaž s kućama i jezerom, 1924.
- Sava Šumanović, Kipar u atelijeru, 1921.
- Sava Šumanović, Ženski akt s ogledalom, 1923.
- Sergije Glumac, Iz mape linoreza “METRO”, 1928.
- Vilko Gecan, U krčmi, 1922.

## Vanjske poveznice
- Muzej moderne i suvremene umjetnosti   Arhivirana inačica izvorne stranice od 7. rujna 2014. (Wayback Machine)
- Moderna galerija Arhivirana inačica izvorne stranice od 11. listopada 2012. (Wayback Machine)